# Salim ibn Sultan
Salim ibn Sultan al Bu Said född 1789, död 1821 i Muskat Oman, var Omans sultan 1804–1806. Han störtades av sin bror Said bin Sultan.